# Tomtebodatunneln (vägtunnel)
Tomtebodatunneln är en 102 meter lång vägtunnel i Vasastaden i Stockholm som öppnades för trafik år 1991. Tunneln fick sitt nuvarande namn år 2002.
| Vänster bild: norra tunnelöppningen i december 2012, höger bild: södra tunnelöppningen i januari 2013. |  | Vänster bild: norra tunnelöppningen i december 2012, höger bild: södra tunnelöppningen i januari 2013. |
| Vänster bild: norra tunnelöppningen i december 2012, höger bild: södra tunnelöppningen i januari 2013. |  | |

## Vägtunnel
Tunneln har två körfält för södergående trafik från E4/E20 (Norra Länken) till Klarastrandsleden, och går under anslutningen mellan Norra Länken och Essingeleden. Några hundra meter söderut ligger Karlbergstunneln. Tunneln var till en början namnlös tills Radio Stockholms trafikredaktion uttryckte bekymmer över en ”namnlös tunnel” i södergående riktning på Klarastrandsleden norr om Karlbergstunneln. Namnberedningen konstaterade att det stämde och föreslog att tunneln skulle ges namnet Tomtebodatunneln. Stadsbyggnadsnämnden beslutade den 16 maj 2002 att godkänna namnet Tomtebodatunneln som nytt namn för denna tunnel.
Stockholms stads trafikkontor hade under en längre tid haft problem med inläckande vatten som frös i tunneln. Vintertid bildades istappar och isformationer där droppande vatten frös på vägbanan och tunnelväggarna. För att åtgärda problemen stängdes tunneln i juni 2011 för all trafik samtidigt som belysningsanläggningen moderniserades. År 2013 var tunneln avstängd på grund av en rad provisoriska trafikomläggningar i samband med bygget av Hagastaden.

## Tågtunnel
Tomteboda betongtunnel är namnet på en ny pendeltågstunnel som anlades för Citybanan och invigdes 2014.